# ألفريدو ماريني
ألفريدو ماريني (12 ديسمبر 1915 روما إيطاليا - 5 يونيو 1999 إيطاليا) هو لاعب كرة قدم إيطالي سابق كان يلعب كلاعب وسط.